# Kanton La Garenne-Colombes
Kanton la Garenne-Colombes is een voormalig kanton van het Franse departement Hauts-de-Seine. Kanton la Garenne-Colombes maakte deel uit van het arrondissement Nanterre en telde 24.067 inwoners (1999).
Het werd opgeheven bij decreet van 24 februari 2014, met uitwerking in maart 2015

## Gemeenten
Het kanton La Garenne-Colombes omvatte enkel de gemeente La Garenne-Colombes.